# Iulică Ruican
Iulică Ruican (Cujmir, 29 de agosto de 1971) es un deportista rumano que compitió en remo. Su esposa Anca Tănase compitió en el mismo deporte.
Participó en dos Juegos Olímpicos de Verano, obteniendo dos medallas en Barcelona 1992, oro en cuatro con timonel y plata en ocho con timonel, y el séptimo lugar en Atlanta 1996 (ocho con timonel).
Ganó cinco medallas en el Campeonato Mundial de Remo entre los años 1993 y 1996.
Fue el abanderado de Rumania en la ceremonia de apertura de los Juegos de Atlanta 1996.

## Palmarés internacional
| Juegos Olímpicos   | Juegos Olímpicos              | Juegos Olímpicos  | Juegos Olímpicos   |
| Año                | Lugar                         | Medalla           | Prueba             |
| ------------------ | ----------------------------- | ----------------- | ------------------ |
| 1992               | Barcelona (España)            | Medalla de oro    | Cuatro con timonel |
| 1992               | Barcelona (España)            | Medalla de plata  | Ocho con timonel   |
| Campeonato Mundial |                               |                   |                    |
| Año                | Lugar                         | Medalla           | Prueba             |
| 1993               | Račice (República Checa)      | Medalla de oro    | Cuatro con timonel |
| 1993               | Račice (República Checa)      | Medalla de plata  | Ocho con timonel   |
| 1994               | Indianápolis (Estados Unidos) | Medalla de oro    | Cuatro con timonel |
| 1994               | Indianápolis (Estados Unidos) | Medalla de bronce | Ocho con timonel   |
| 1996               | Motherwell (Reino Unido)      | Medalla de oro    | Cuatro con timonel |